# Matylda z Clermont
Matylda z Clermont (zm. po lipcu 1218) – hrabina Dammartin jako żona hrabiego Alberyka III. 

## Życiorys
Matylda była córką hrabiego Clermont Renalda II i jego nieznanej z imienia drugiej żony. W źródłach po raz pierwszy pojawia się w akcie donacji jej brata Raula dla opactwa Notre-Dame d'Ourscamp z 1162. W 1165 była świadkiem aktu darowizny Raula dla klasztoru w Gournay-sur-Aronde. W 1185 dokonała, wraz z mężem Alberykiem III i synem Renaldem, hrabią Boulogne, nadania ziemi dla kościoła św. Piotra w Dammartin. U schyłku życia zrzekła praw do hrabstwa Clermont na rzecz króla Filipa II Augusta, który dzięki temu, po śmierci jej krewnego hrabiego Blois i Clermont Tybalda VI włączył hrabstwo do domeny królewskiej. W zamian za zrzeczenie się praw król nadał Matyldzie dożywotni dochód, z którego dokonała w maju lub lipcu 1218 darowizny na rzecz klasztoru w Parc.

## Rodzina
Po 1162 poślubiła hrabiego Dammartin Alberyka III. Z małżeństwa pochodziło siedmioro dzieci:
- Renald I (ok. 1165–1227), hrabia Dammartin, a później poprzez małżeństwo z hrabiną Idą także hrabia Boulogne,
- Raul
- Szymon (1180–1239), mąż hrabiny Ponthieu Marii,
- Alicja, żona Jana z Trie,
- Agnieszka, żona Wilhelma de Fiennes,
- Klemencja, żona Jakuba, syna pana Saint-Omer Wilhelma IV,
- Julia, żona pana Gournay Hugona V[1].

Możliwe, że Alberyk i Matylda mieli jeszcze jedną córkę, której wnukami byli Enguerrand i Renald de Picquigny.